# Raptus (album)
Raptus è un progetto discografico ideato e curato da Giulio Tedeschi (di Torino) nel periodo 1983/1984, per la punklabel Meccano Records, suddiviso in due compilation: 1984 Raptus (con un chiaro riferimento alla fatidica data resa famosa dallo scrittore inglese George Orwell) e Raptus, Negazione e Superamento, che cita nel titolo il concetto di superamento tipico del situazionismo. 
La grafica in bianco e nero delle due copertine è concettualmente simile, visto che riproduce due disastri: una fase del crollo di un grattacielo per 1984 e un dirigibile, quello della Goodyear,  schiantato al suolo per Negazione e Superamento. Un certo tipo di messaggio estremo si riscontra anche all'interno di Negazione e Superamento, dove è riprodotta, in modo graficamente alterato, un'immagine tratta dal film Apocalypse Now, quella con l'enigmatico personaggio interpretato da Dennis Hopper mentre fotografa alle foci del fiume Mekong.
I due lavori raccolgono, per la prima ed unica volta in Italia, band di varie tendenze punk: anarchopunk, street punk, punk rock, hardcore punk.

## 1984 Raptus(1983)
1. Drull Tentacoli di potere
2. Drull Militare
3. Uart Punk Anarchia in Italia
4. Uart Punk Frustrazione
5. Wrong Boys Massacro
6. U.D.S. Ma che bella società
7. U.D.S. Basta
8. Petrolio Italia Italia
9. Wops Hateful Town
10. Wops Kids
11. Last Call Fall of Italian Empire
12. Last Call Your Solution
13. Raw Power Raw Power
14. Raw Power You Are the Victim
15. Raptus The End

## Raptus Negazione e Superamento(1984)
1. Reig State Refuse
2. Stigmathe Fronte di nervi
3. Raw Power Army
4. Cani La mia carta
5. Crapping Dogs Don't Cry, Shoot!
6. Acid Cocks Vita sbagliata
7. Wrong Boys Non sottomerti
8. Raw Power State Oppression
9. Stigmathe Corri & sopravvivi
10. Reig Fucking System
11. Acid Cocks Morti per la pace
12. Crapping Dogs I Got Mice
13. Cani E allora capirai...un nuovo mondo
14. Wrong Boys Crisi

### Documentari
- Italian Punk Hardcore: 1980-1989 di Angelo Bitonto, Giorgio S. Senesi e Roberto Sivilia (2015)